# 스톡 키핑 유닛
스톡 키핑 유닛(Stock keeping unit, SKU)는 재고 관리에서 자재 재고를 관리하는 측정 단위이다. 다른 말로 표현하자면 이는 제품이나 서비스와 같이 판매, 구매 또는 재고 추적을 위한 고유한 유형의 품목이며, 다른 품목 유형과 구별되는 품목 유형과 관련된 모든 속성이다(제품의 경우 이러한 속성에는 제조업체, 설명, 재질, 크기, 색상, 포장 및 보증 조건). 기업이 재고 재고를 기록할 때 각 단위 또는 SKU의 수량을 계산한다.
SKU는 고유 식별자 또는 코드를 나타낼 수도 있으며, 때로는 특정 재고 보관 단위를 나타내는 스캔 및 추적을 위해 바코드를 통해 표시되기도 한다. 이러한 식별자는 규제되거나 표준화되지 않는다. 회사가 공급업체로부터 품목을 받으면 공급업체의 SKU를 유지하거나 자체 SKU를 생성할 수 있다. 이는 표준 글로벌 추적 단위인 GTIN(Global Trade Item Number)과 구별된다. 범용 상품 부호(UPC), 유럽 상품 번호(EAN), 호주 제품 번호(APN)는 GTIN의 특별한 경우이다.

## 같이 보기
- 아마존 표준 식별 번호